# Nuoto di fondo ai I Giochi del Mediterraneo sulla spiaggia - 5 km maschile
La specialità dei 5 km maschile di nuoto di fondo ai I Giochi del Mediterraneo sulla spiaggia si disputò il 30 agosto 2015 a Pescara, in Italia.

## Partecipanti
Alla gara maschile hanno partecipato 13 nazioni con 29 atleti:
- Algeria (3)
- Bosnia ed Erzegovina (1)
- Cipro (3)
- Croazia (2)
- Grecia (3)
- Italia (3)
- Libia (1)
- Macedonia (1)
- Marocco (3)
- Serbia (1)
- Slovenia (2)
- Tunisia (3)
- Turchia (3)

## Risultati
La gara 5 km maschile si è svolta il 30 agosto 2015 alle ore 10:30 CET.
| Class   | Atleta                   | Tempo     |
| ------- | ------------------------ | --------- |
| Oro     | Dario Verani             | 56'08"2   |
| Argento | Andrea Manzi             | 56'14"6   |
| Bronzo  | Georgios Arniakos        | 56'15"2   |
| 4       | Andrea Bianchi           | 56'20"6   |
| 5       | Ivan Sitic               | 56'57"9   |
| 6       | Christos Charatasos      | 57'01"9   |
| 7       | Badr Chabchoub           | 57'09"4   |
| 8       | Zan Pogacar              | 57'12"5   |
| 9       | Luka Matija Rafaj        | 57'12"8   |
| 10      | Haythem Abdelkhalek      | 57'13"2   |
| 11      | Tamas Farkas             | 47'14"2   |
| 12      | Haithem Mbarki           | 57'15"2   |
| 13      | Ramzi Chouchar           | 57'15"7   |
| 14      | Kaan Furkan Abatay       | 57'18"1   |
| 15      | Nikolaos Petrou          | 57'23"7   |
| 16      | Georgios Koutsou         | 59'48"5   |
| 17      | Said Saber               | 1h00'08"7 |
| 18      | Jan Toman                | 1h00'14"7 |
| 19      | Nicolas Ioannides        | 1h00'40"1 |
| 20      | Berkhan Sakal            | 1h00'54"3 |
| 21      | Martinos Papakyriakou    | 1h01'57"3 |
| 22      | Anisse Mohamed Djabellah | 1h02'34"9 |
| 23      | Aimane Benabid           | 1h02'36"1 |
| 24      | Nikola Vasilevski        | 1h04'10"4 |
| 25      | Alperen Kadir Demirtas   | 1h04'16"2 |
| 26      | Ismail Lahrichi          | 1h05'04"8 |
| 27      | Bakar Kziber             | 1h05'06"5 |
| 28      | Salem Bader              | dnf       |
| 29      | Marko Duric              | dnf       |